# Juan Ignacio Entrecanales
Juan Ignacio Entrecanales Franco (Madrid, 1965) es un ingeniero industrial y empresario que actualmente ostenta la vicepresidencia ejecutiva de Acciona. 

## Biografía
Es hijo de Juan Entrecanales de Azcárate y de Mercedes Franco Carles. Estudió la carrera de Ingeniería Industrial en la Universidad de Tufts (Massachusetts, EE. UU.) y después realizó un MBA Ejecutivo en el Instituto de Empresa de Madrid.[cita requerida]
Desde 2004, es vicepresidente ejecutivo de ACCIONA, sucediendo a su padre en el puesto. Igualmente, es miembro de varias entidades, entre las que puede mencionar su patronazgo en la Fundación José Entrecanales Ibarra, en el Museo Arqueológico Nacional, la Fundación Integra y su colaboración con Factoría Cultural en Matadero Madrid.